# José Manuel Albares
José Manuel Albares Bueno (Madrid, 22 marzo 1972) è un diplomatico e politico spagnolo.

## Biografia
Albares ha conseguito una laurea in Giurisprudenza presso l'Università di Deusto e una in economia.
Dopo aver intrapreso la carriera diplomatica, è stato console a Bogotà, nonché consigliere presso la Rappresentanza permanente della Spagna presso l'OCSE.
Consigliere chiave di Pedro Sánchez, è stato nominato nel gabinetto del governo come primo ministro nel giugno 2018: 
è stato inoltre nominato Segretario Generale per gli Affari Internazionali, per l'Unione Europea, per G20 e per la sicurezza globale, con il grado di Sottosegretario. Albares, che lasciò allora un posto di addetto culturale presso l'ambasciata spagnola a Parigi, prestò giuramento il 21 giugno. Affiliato al gruppo del PSOE a Parigi, è stato scelto come uno dei redattori della presentazione del quadro per il 40º congresso federale del partito.
Albares è stato nominato ambasciatore spagnolo in Francia nel febbraio 2020, e nel Principato di Monaco nel maggio dello stesso anno.

## Ministro degli affari esteri
Nel luglio 2021, Albares è stato scelto da Sánchez come ministro degli Affari esteri, dell'Unione europea e della cooperazione in un rimpasto di governo. Ha prestato giuramento il 12 luglio 2021.
Durante i suoi primi giorni come capo del Dipartimento degli Esteri, Albares è riuscito a ridurre le tensioni con il Marocco e a ricostruire i rapporti con il paese nordafricano dopo che la Spagna aveva permesso, per motivi umanitari, al leader saharawi Brahim Ghali di essere curato in un ospedale di Logroño. A tale proposito il re del Marocco, Mohammed VI, ha assicurato nell'agosto 2021 di voler "inaugurare una tappa senza precedenti" nei rapporti tra i due Paesi.
Albares si è rivolto per la prima volta alla Commissione Affari Esteri del Congresso dei Deputati il 30 agosto 2021, per rendere conto delle sue prime decisioni da capo del Ministero degli Esteri, delle linee generali che intende sviluppare e della crisi in Afghanistan del 2021. In tale audizione ha rivelato che il 15 luglio 2021, il suo Dipartimento, attraverso l'ambasciata in Afghanistan, ha avvertito e raccomandato ai cittadini spagnoli in territorio afghano di lasciare il paese. In seguito alla crisi afgana, sono rimasti nel paese asiatico solo cinque cittadini spagnoli, oltre al personale diplomatico e di sicurezza.  Ha anche annunciato che il governo non aveva intenzione di riconoscere il nuovo governo talebano e che avrebbero continuato a rimpatriare le persone dall'Afghanistan con altri mezzi. Nell'ottobre 2021, in un'operazione congiunta con il Ministero della Difesa, il governo ha evacuato attraverso il Pakistan più di 240 collaboratori e le loro famiglie.

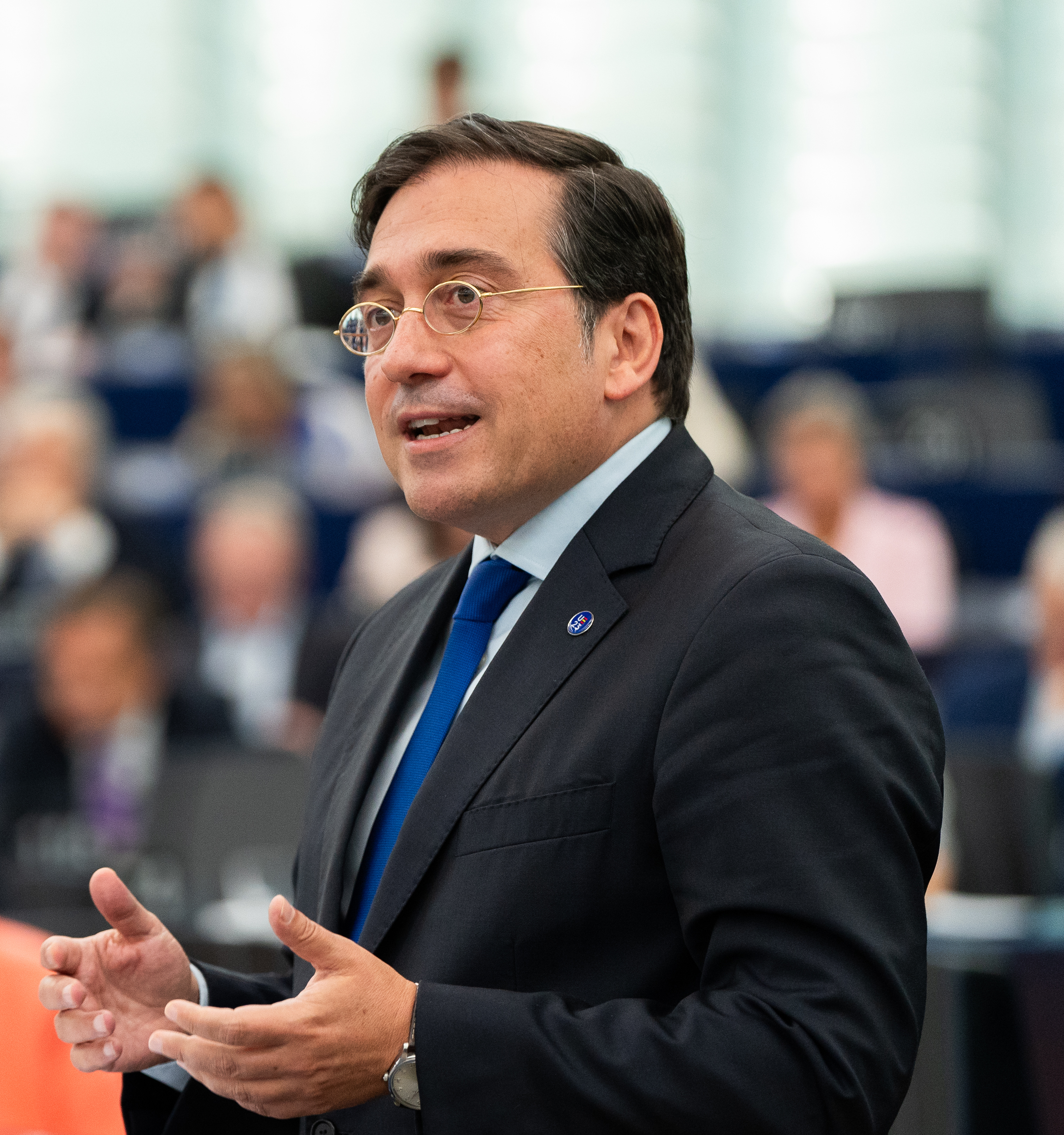
Albares durante un discorso al Parlamento europeo

Un'altra questione che ha dovuto affrontare come capo del Ministero degli Esteri è stata quella di garantire la permanenza in Spagna dell'Organizzazione Mondiale del Turismo (UNWTO). Secondo indiscrezioni, l'Arabia Saudita avrebbe avuto intenzione di proporre lo spostamento della sede nel suo Paese e che l'allora segretario generale, Zurab P'ololik'ashvili, non si sarebbe opposto. Nonostante fossero solo supposizioni, e nonostante il silenzio del Segretario generale al riguardo, il governo, guidato dal ministro, ha condotto un'offensiva diplomatica consistente nell'adempiere alla promessa esistente di dare all'UNWTO una nuova sede e una serie di consultazioni con ambasciatori di diversi paesi che ha permesso alla Spagna di garantire una minoranza di blocco con i paesi europei e latinoamericani in caso di proposta saudita.